# 도사군

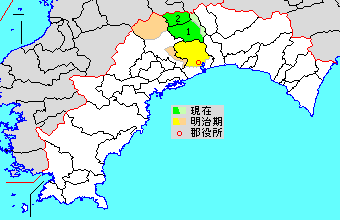
고치현 도사군의 위치

도사군(일본어: 土佐郡)은 일본 고치현(도사국)의 군이다.
인구 3,779명, 면적 307.4km², 인구밀도 12.3명/km².(2025년 3월 1일, 추계인구)
1정 1촌으로 이루어져 있다.
- 도사정(土佐町)
- 오카와촌(大川村)

## 역사
- 2004년 10월 1일 - 혼가와 촌이 아가와군 이노 정(伊野町)·고호쿠 촌과 합병해 아가와 군 이노정(いの町)이 되었다.
- 2005년 1월 1일 - 가가미 촌, 도사야마 촌이 고치시에 편입되었다.